# Lansing Delta Township Assembly
Lansing Delta Township Assembly (LDT) is een autoassemblagefabriek van het Amerikaanse autoconcern General Motors in de Delta Township en de stad Lansing in de staat Michigan. Naast de assemblagefabriek ligt de Lansing Regional Stamping, waar koestwerkpanelen worden gemaakt. De fabriek werd in 2006 geopend. Bij de bouw werd milieuvriendelijkheid erg in acht genomen. De meer dan 3000 werknemers begonnen na de opening SUV's te bouwen als de Buick Enclave. In 2007 werd aangekondigd dat de derde werkshift zou verdwijnen en dat mogelijk tot 1000 banen op de tocht staan.

## Gebouwde modellen
| Afbeelding | Model              | Periode   |
| ---------- | ------------------ | --------- |
|            | Saturn Outlook     | 2007-2010 |
|            | GMC Arcadia        | 2007+     |
|            | Buick Enclave      | 2008+     |
|            | Chevrolet Traverse | 2010+     |